# Корше
Корше (пол. Korsze, нем. Korschen) — город в Польше, входит в Варминьско-Мазурское воеводство, Кентшинский повят. Имеет статус городско-сельской гмины. Занимает площадь 4,03 км². Население — 4121 человека (на 2021 год).